# Ulrich Leiner (Apotheker)
Ulrich Leiner (* 10. Juli 1921 in Konstanz; † 16. Januar 1994 ebenda) war ein deutscher Apotheker, Kommunalpolitiker und Redakteur.

## Leben und Wirken
Die Familie Leiner zählte seit dem 16. Jahrhundert zu den führenden Geschlechtern der Stadt Konstanz. Im 19. und 20. Jahrhundert betätigten sich die Leiner als Apotheker und prägten das Konstanzer kulturelle Leben maßgeblich, insbesondere seit der Gründung des Rosgartenmuseums durch Ulrich Leiners Urgroßvater Ludwig Leiner im Jahre 1870. Prägend für Ulrich Leiners Lebensweg war das Vorbild seines Vaters Bruno Leiner (* 1890, † 1954), dem er in fast allen Funktionen folgte: als Inhaber der Malhaus-Apotheke, Stadtrat und Kulturpolitiker sowie als Schriftleiter der Schriften des Vereins für Geschichte des Bodensees und seiner Umgebung. Die Leitung des Rosgartenmuseums, die bis zum Tode seines Vaters von der Familie Leiner im Nebenamt besorgt wurde, übernahm Ulrichs Schwester Sigrid von Blanckenhagen (* 1918, † 2005) als erste hauptamtliche Museumsleiterin.
Ulrich Leiner erwarb 1940 das Abitur am städtischen Gymnasium in Konstanz. Anschließend wurde er zur Wehrmacht eingezogen und in Russland verwundet. 1946 kehrte er aus der Gefangenschaft heim, begann ein Studium der Pharmazie in München und wurde Mitglied der Münchener Burschenschaft Rhenania. Er promovierte 1954 in Istanbul mit einer Arbeit über „Salvia triloba L.“ (der dreilappige oder Griechische Salbei). Darauf übernahm er die väterliche Apotheke; es folgten zahlreiche Ehrenämter im kulturellen Leben der Stadt Konstanz. So hatte er von 1958 bis 1986 den Vorsitz des Kunstvereins inne, der in dieser Zeit eine Reihe von Ausstellungen meist zeitgenössischer Künstler verwirklichte. Auf seine Anregung geht der Konstanzer Kunstpreis zurück, den der Kunstverein seit 1980 gemeinsam mit der Stadt Konstanz vergibt.
Von 1962 bis 1989 gehörte Ulrich Leiner für die Freie Wählergemeinschaft dem Konstanzer Stadtrat, ab 1972 auch dem Kreistag des Landkreises Konstanz an. Als Kommunalpolitiker befasste er sich vorrangig mit Fragen der Kulturpolitik und des Denkmalschutzes. So brachte er, gemeinsam mit seiner Schwester, die Aufwertung der städtischen naturkundlichen Sammlung als eigenständiges Bodensee-Naturmuseum auf den Weg; ferner förderte er die Einrichtung des alternativen Kulturzentrums K 9 in der ehemaligen Paulskirche und des Kulturzentrums am Münster. Als „Respizient für Hochschulfragen“ begleitete er die Gründung und den Aufbau der Universität Konstanz von städtischer Seite.
Sein dauerhaftestes außerberufliches Engagement galt dem Verein für Geschichte des Bodensees und seiner Umgebung, in dessen Vorstand er 1955 als Nachfolger seines Vaters berufen wurde. Von 1956 bis zu seinem Tode besorgte er die Redaktion der Vereinsschriften, die er in kleinen Schritten optisch aufwertete. Inhaltlich sorgte er für ein ausgewogenes Verhältnis zwischen historischen und naturkundlichen Beiträgen, ferner zwischen deutschen, schweizerischen und österreichischen Themen; zudem öffnete er die Zeitschrift für Themen aus der lange vernachlässigten Zeitgeschichte sowie methodisch innovative Ansätze (z. B. die mündliche Geschichte). Gemeinsam mit Joachim Stoltzenburg, dem Direktor der Konstanzer Universitätsbibliothek, und dem Vereinspräsidenten Helmut Maurer regte er die Bodensee-Bibliographie an, die von 1976 bis 2001 in gedruckter Form erschien und seither als Euregio-Bodensee-Datenbank weitergeführt wird. Der Bodensee-Geschichtsverein ehrte Ulrich Leiner 1988 mit einer Festschrift über „Apotheken und Apotheker im Bodenseeraum“.
Ulrich Leiner war mit Johanna Maria geb. Dochner (* 1927, † 1996) verheiratet und hatte zwei Töchter.

## Ehrungen
- Ehrenmitgliedschaft des Konstanzer Oratorienchors (1975)
- Festschrift des Vereins für Geschichte des Bodensees und seiner Umgebung (1988)
- Ehrenring der Stadt Konstanz (1989)
- Bundesverdienstkreuz (1991)
- Verdienstmedaille der Universität Konstanz (1991)